# مايرون بنجامين رايت
مايرون بنجامين رايت (بالإنجليزية: Myron Benjamin Wright)‏ هو سياسي أمريكي، ولد في 12 يونيو 1847، وتوفي في 13 نوفمبر 1894. حزبياً، نشط في الحزب الجمهوري. وقد انتخب عضو مجلس النواب الأمريكي.